# Txseries
Txseries是IBM公司的交易服务器和整合平台。支持包括AIX、HP、Solaris、Windows等平台。
交易服务器支持联机交易服务（OLTP），提供用户实时的交易请求与响应，支持分布式交易服务、多个数据源、异种数据源和分布式协同应用，支持两阶段提交。
IBM在主机上的交易服务器全名叫CICS Transaction Server，或叫CICS（发音为“kiks”）
Txseries还活跃在C，C++，COBOL中间件市场上，去年底发行的最新版本是6.1，除去了DCE和ECINA部分，还添加了基于Web的图形管理工具，大量简化操作。

## 外接网页
- IBM TXSeries官方网站[永久]
- IBM CICS 官方网站（页面存档备份，存于）
- CICS 社区
- TXSeries 开发者社区（页面存档备份，存于）